# Béguédo (département)
Cet article concerne le département et la commune rurale. Pour le village chef-lieu, voir Béguédo.
Béguédo est un département et une commune rurale de la province du Boulgou, situé dans la région du Centre-Est au Burkina Faso. 
- En 2006, le département comptait 19 153 habitants[1].
- En 2019, le département comptait 28 094 habitants[2].

## Géographie

### Villages
Le département et la commune rurale de Béguédo est administrativement composé de quatre villages, dont le village chef-lieu homonyme (populations lors du recensement de 2006) :
- Béguédo (15 099 habitants), chef-lieu
- Béguédo-Peulh (169 habitants)
- Diarra (1 110 habitants)
- Fingla (2 535 habitants)
- Tanvoussé (240 habitants), village autonomisé de Béguédo en 2006

## Économie
basé sur les revenus procurer pas les ressortissants de la commune

## Santé et éducation
Le département possède un dispensaire isolé à Fingla et un unique centre de santé et de promotion sociale (CSPS) à Béguédo tandis que le centre médical avec antenne chirurgicale (CMA) se trouve à Garango et que le centre hospitalier régional (CHR) est à Tenkodogo.